# خانه غنائم
خانهٔ غنائم (به انگلیسی: House of Spoils) یک فیلم ترسناک فراطبیعی آمریکایی محصول سال ۲۰۲۴ به نویسندگی و کارگردانی بریجت ساویج کول و دنیل کرودی است. آریانا دبوز، باربی فریرا و آرین مؤید در این فیلم به ایفای نقش پرداخته‌اند.

## بازیگران
- آریانا دبوز در نقش سرآشپز
- باربی فریرا در نقش لوسیا
- آرین مؤید در نقش آندریاس
- مارتون چوکاش در نقش مارچلو
- میکل برات سیلست در نقش اریک هاس
- آمارا کاران در نقش هیرال سن
- گابریل دریک در نقش آلوین